# Polykristalliner Diamant

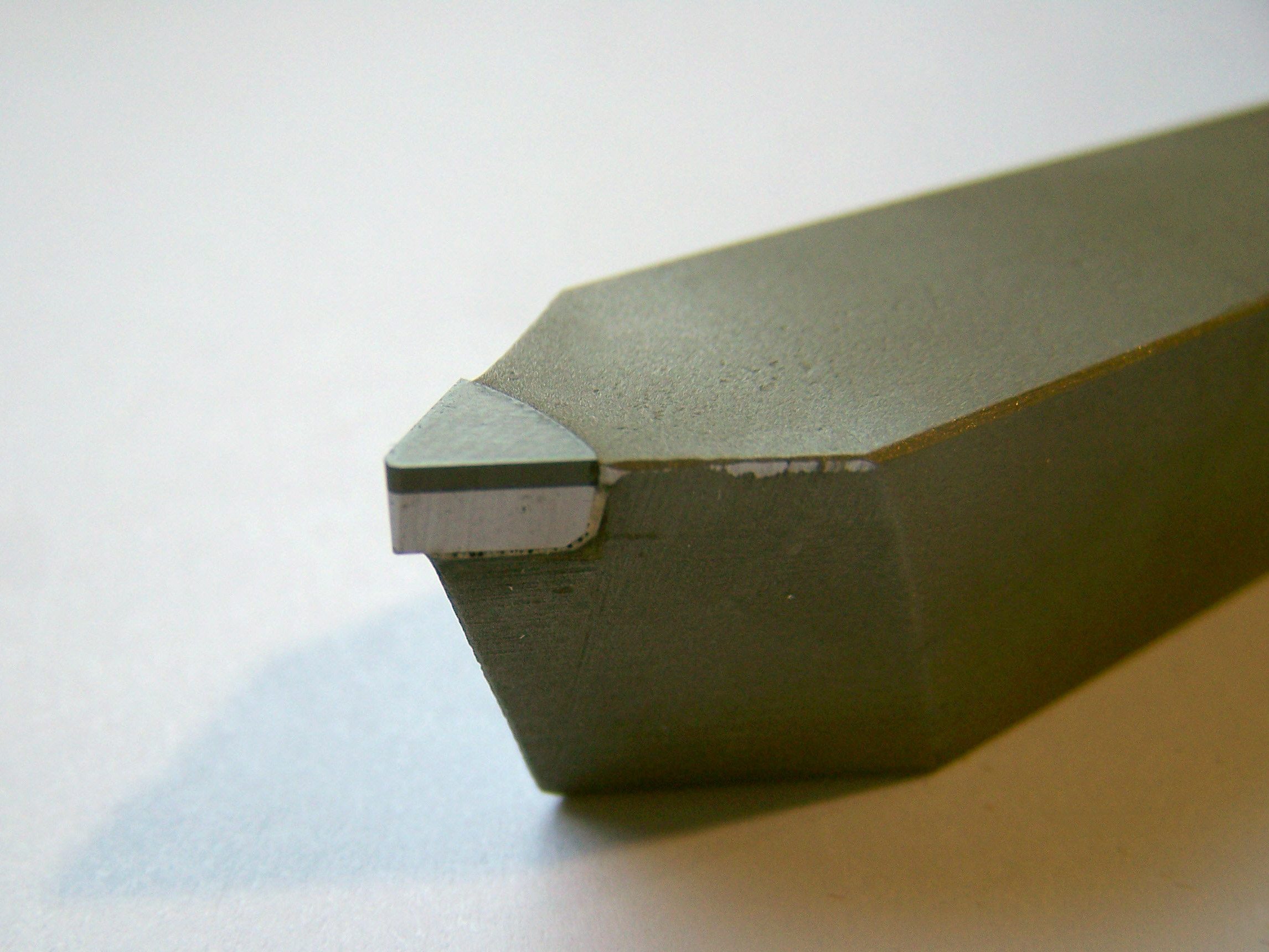
Als Schneidstoff auf einen Hartmetallgrundkörper aufgesintertes PKD

Polykristalliner Diamant (PKD, engl. PCD) ist eine synthetisch hergestellte, extrem harte, untereinander verwachsene Masse von Diamantpartikeln mit Zufallsorientierung in einer Metallmatrix.
Sie wird hergestellt durch Zusammensintern ausgewählter Diamantpartikel bei hohem Druck und hoher Temperatur. Der Sinterprozess wird streng innerhalb des stabilen Bereichs von Diamant kontrolliert, dabei entsteht eine extrem harte und verschleißfeste Struktur.
PKD wird eingesetzt als Schneidstoff in Zerspanungswerkzeugen der Holz-, Kunststoff- und Nichteisenmetall-Bearbeitung.
Eine wirtschaftliche Bearbeitung von Stahl lässt die hohe Affinität des Eisens zum Kohlenstoff des Diamanten nur in seltenen Fällen zu. Der Kohlenstoff aus dem Diamanten diffundiert nämlich mit zunehmender Temperatur in den Stahl, wodurch die Standzeit des Werkzeugs stark begrenzt ist. Durch starkes Kühlen mit CO2-Flocken oder kaltem Gas lässt sich jedoch die Standzeit erheblich verlängern. Als Alternative wird in der Stahlbearbeitung Polykristallines kubisches Bornitrid (CBN) verwendet.
Die Kurzbezeichnung für polykristallinen Diamant nach ISO 513 ist „DP“ (mit Bindemittel) bzw. „DD“ (ohne Bindemittel).

## Anwendungsbeispiele
PKD-Werkzeuge werden hauptsächlich in computergesteuerten Bearbeitungszentren eingesetzt, und zwar zur Bearbeitung von:
- Spanplatten, Faserplatten, Sperrholzplatten und harten Naturhölzern
- Verbundwerkstoffen mit Metallmatrix
- Legierungen von Nichteisenmetallen (hier Schnittgeschwindigkeit bis zu 6000 m/min erreichbar)
  - Aluminiumlegierungen
  - Kupfer, Messing, Bronze, Magnesiumlegierungen
- Glasfaser, Kohlenstofffaser
- Kunststoff, Gummi
- Keramiken und Hartmetallen, jeweils gesintert und noch nicht gesintert („grün“)
- mineralischen und thermoplastischen Werkstoffen in der Gebäudesanierung.

PKD-Schneiden haben eine sehr hohe Standzeit, müssen aber aufgrund ihrer Eigenhärte aufwändig geschärft werden, durch Funkenerodieren oder durch Schleifen mit Diamantschleifscheiben (in Keramik- oder Nichteisenmetall-Bindung, jeweils unter Kühlschmiermittel).

## Herstellung
Die Herstellung von PKD als gebrauchsfertiger Schneidstoff läuft in zwei Schritten ab:
- HPHT-Verfahren (Hochdruck-Hochtemperatursynthese)
- Hochdruck-Flüssigphasensintern

Die Hochdruck-Hochtemperatursynthese:
Die Diamantsynthese nutzt die Eigenschaft von Graphit (Kohlenstoff) sich unter bestimmten Temperatur- und Druckbedingungen in Metallen der VIII. Nebengruppe des Periodensystems (Eisen, Cobalt, Nickel) sowie in Chrom und Mangan zu lösen.
Bei diesem Verfahren wird ein Metall-Graphit Gemisch in einer Reaktionskammer Temperatur- und Druckzyklen mit Spitzenwerten von 1800 °C und 6 GPa ausgesetzt. Ist die Schmelztemperatur des Metalls erreicht, überzieht es die Graphitpartikel mit einem dünnen Film und der Graphit löst sich darin bis zur Sättigungsgrenze. Durch die weiter ansteigenden Temperaturen und Drücke wird die Löslichkeit des Kohlenstoffs herabgesetzt und er scheidet sich aufgrund der hohen Drücke in Diamantstruktur wieder teilweise aus der Schmelze ab. Damit der Diamant nicht wieder graphitisiert, wird die Temperatur unter Beibehaltung des Druckes gesenkt. Dieser Zyklus wird mehrfach durchlaufen und die bereits vorhandenen Diamantkristalle wirken im weiteren Prozessverlauf als Kristallisationskeime.
Bei diesem Verfahren entstehen teilweise größere monokristalline Diamanten, jedoch hauptsächlich Diamantstreuungen mit Korngrößen von 2–400 µm.
Hochdruck-Flüssigphasensintern:
Bei diesem Sintervorgang treten ähnliche Druck- und Temperaturverhältnisse wie bei der Diamantsynthese auf. Bei dem Verfahren wird die Diamantschicht direkt auf einen cobalthaltigen Hartmetallgrundkörper aufgebracht.
Als Ausgangsmaterial für die Schneidstoffsynthese werden definierte Diamantkörnungen mit einem Durchmesser zwischen 2 µm und 100 µm eingesetzt. Diese monokristallinen Diamanten werden unter Zusatz von metallischen Lösungsmittelkatalysatoren und weiteren Sinterhilfsmitteln zu einer polykristallinen Matrix verbunden.
Die Diamantkörner werden aufgrund des hohen Druckes plastisch deformiert und komprimiert. Diamantoberflächen, die hingegen nur geringen Drücken ausgesetzt sind, graphitisieren aufgrund der hohen Temperatur. Das flüssige Cobalt aus dem Hartmetallgrundkörper durchdringt die verbleibenden Hohlräume zwischen den Diamantkörnern und löst den dort vorhandenen Graphit. Nach Überschreiten der Sättigungsgrenze beim Durchlaufen eines Temperaturzyklus scheidet sich der Graphit wieder als Diamantkristall aus der Schmelze und schafft so eine Verbindung in der Diamantmatrix. Der Sintervorgang ist erst abgeschlossen, wenn der Graphit vollständig umgewandelt ist.
Das aus dem Sintervorgang hervorgehende Produkt ist ein Schichtverbundwerkstoff aus einer polykristallinen Diamantmatrix auf einem Hartmetallgrundkörper getrennt durch eine mit Cobalt angereicherte Grenzschicht.